# BBIBP-CorV
BBIBP-CorV è un vaccino basato su virus inattivo contro la COVID-19 sviluppato da Sinopharm.
BBIBP-CorV è simile ai CoronaVac e BBV152, tutti basati su virus inattivato; la somministrazione è per iniezione intramuscolare.

## Sviluppo
A novembre 2020, quasi un milione di persone aveva assunto il vaccino attraverso il programma emergenziale della Cina.
Dal dicembre 2020, è in sperimentazione nella fase III in Argentina, Bahrein, Egitto, Marocco, Pakistan, Perù e Emirati Arabi Uniti. A dicembre 2020, quasi 100000 persone negli Emirati Arabi Uniti avevano anche ricevuto il vaccino come parte di un programma sperimentale a somministrazione volontaria.
Il 30 dicembre 2020, Sinopharm ha annunciato che l'efficacia del vaccino era del 79,34%, inferiore all'86% annunciato dagli Emirati Arabi Uniti il 9 dicembre.
Sia il Bahrein sia gli Emirati Arabi Uniti hanno approvato l'uso del vaccino, fornendolo gratuitamente a tutti i cittadini e residenti.